# 辽东楤木
辽东楤木（学名：Aralia elata；Chinese angelica-tree, Japanese angelica-tree, Korean angelica-tree）是五加科楤木属的植物。分布于日本、朝鲜、俄罗斯以及中国大陆的吉林、辽宁、黑龙江等地，生长于海拔100米至1,100米的地区，多生在森林中。在歐美已引進作為園藝植物。在日本和韓國作為野菜食用。

## 别名
龙牙楤木（东北木本植物图志）、刺龙牙（吉林土名）、刺老鸦（东北土名）

## 异名
- Aralia elata (Miq.) Seem. f. subinermis Y. C. Chu

## 外部連結
- 遼東楤木, Liaodongcongmu （页面存档备份，存于） 藥用植物圖像數據庫 (香港浸會大學中醫藥學院) （繁體中文）（英文）